# 재런 루이슨
재런 루이슨(영어: Jaren Lewison, 2000년 12월 9일 ~ )은 미국의 배우이다.